# Unreal Tournament 2004
Az Unreal Tournament 2004, (rövidítve UT2004 vagy UT2K4) egy első személyű (avagy belső nézetű) lövöldözős számítógépes játék, azaz FPS). Akárcsak híres elődje, az Unreal Tournament, elsősorban a többjátékos játékmódot támogatja, de lehetőség van egyjátékos módra is MI-botokkal. Az UT2004 a sorozat harmadik részeként jelent meg, az Unreal Tournament és az UT2003 után.
A játék legjellemzőbb újdonsága a járművek megjelenése, amely a sorozat későbbi tagjainál is megmaradt.

## Játékmódok
- Deathmatch (DM): A legáltalánosabb játékmód minden FPS típusú játékban: a cél a többi játékos megölése a pályán elhelyezett fegyverekkel. Az a játékos nyer, aki legelőször eléri a megszabott frag számot vagy a megadott idő lejárta után, akinek a legtöbb fragje van.
  - Last man standing (LMS): Nincs változás az UT-hez képest: addig kell öldökölni az ellenfeleket, mígnem sorra kiesnek a játékból.
  - Mutant: A pályán van egy mutáns játékos. A többiek őt próbálják lelőni. Akinek sikerül, az átveszi a helyét. A mutáns játékos emberfeletti képességeket kap, és pontot a frag alapján kap. Az győz, aki a legtöbb fraget gyűjti össze.
- Team Deathmatch (TDM)

Két ellenséges csapat küzd egymással. Az csapat nyer, aki a legtöbb „frag”-et vagyis gyilkosságot követte el, vagy a megadott idő lejárta után több fraget gyűjt össze.
- Capture the flag (CTF)

Zászlórablás, két csapat (2*(1-12) fő) küzd egymással, cél az ellenfél zászlójának megszerzése és eljuttatása a saját zászlóhoz.
- Vehicle CTF (VCTF)

Zászlórablás járművekkel. A zászlót járművel is lehet vinni, azonban repülő járművekkel (raptor, manta, cicada) nem. Ezt a játékmódot nem tartalmazta a játék kiadáskor, a 3369-es verziójú javítócsomagban jelent meg.
- Onslaught (ONS)

Csapatjáték, két csapat harcol egymással. A cél az ellenfél bázisának lerombolása. A két bázist több energia-csomópont köti össze, amelyeket szisztematikusan kell elfoglalni, hogy a következő csomópontot lerombolhassuk és helyére felépíthessük a sajátunkat. Az ellenfél bázisának lerombolásával nyerhetjük meg a játékot, amit viszont csak a körülötte lévő csomópontok elfoglalása után tehetünk meg. (A Leviathan jármű csak ebben a játékmódban található meg.)
- Assault (AS)

Ez a játékmód az eredeti Unreal Tournament-ben is megtalálható, azonban nem került bele a folytatásába, az Unreal Tournament 2003-ba, az UT 2004-ben újra megjelent, változatlan elvekre alapulva.
- Double Domination (DD)

Az eredeti Unreal Tournament Domination módjának továbbfejlesztett változata, ahol két csapat harcol a pályán elhelyezett két ellenőrzőpont feletti „uralomért”. Pontot tehát csak mindkét ellenőrzőpontot elfoglalása (legalább 10 másodpercig) esetén valamelyik csapat.
- Invasion

Fordulónként szörnyek jönnek, melyeket el kell pusztítani. Újjászületni (respawn) csak a forduló végén lehet, de a csapat legalább egy tagjának túl kell élnie a fordulót.
- Bombing Run (BR)

Az amerikai futball brutális jövőbeli megfelelője, egy labdával, két kapuval és fegyverekkel. Cél a labda bejuttatása az ellenfél kapujába. A labdahordozó nem használhatja a fegyvereit, a csapattársaira kell hagyatkoznia miközben megpróbálja a labdát a célba juttatni. A labdával lehet futni, illetve csapattársnak passzolni azt. A labdát be lehet dobni vagy be lehet vele ugrani a kapuba. Ez utóbbi több pontot is ér, mint az egyszerű bedobás.

## Fegyverek

### Alap
- Shield gun: Elsősorban védekezésre alkalmas felszerelés, ugyanakkor közelharcra is használható. Minél jobban feltöltjük a fegyvert az elsődleges tüzelési mód nyomva tartásával, annál durvább lesz a bevitt sebzés, ami akár halálos is lehet. Az alapvető felszerelések egyike. A másodlagos tűz egy önfeltöltő, de hamar lemerülő energiapajzsot nyújt, amellyel csökkenthető a kapott találatok sebzőereje.
- Assault rifle: Rohampuska. Kis teljesítményű gépkarabély, az elsődleges tüzelési módjával alkalmunk nyílik tűz alá venni az ellenséget, míg a másik tüzelési móddal gránátokat tüzelhetünk belőle. Az alapfelszerelések egyike. Duplán (mindkét kézben egy-egy) is használható.
- Biorifle: Vegyi fegyver. Veszélyes vegyi anyagokat hordoz és lő ki magából. Az elsődleges tüzelési módjával sorozatosan és nagy sebességgel lehet kilőni egymás után a lövedékeket, míg a másik tüzelési móddal összegyűjthetünk egy jóval nagyobb mennyiséget, amit aztán egyszerre lőhetünk ki, ezzel rázúdítva egy egész „tárat” az ellenségeinkre. Ez a gyűjtés azonban eltart némi ideig. A kilőtt anyag egy ideig a földön marad, és az arra járó játékos sebződik.
- Mine layer: Pókakna-elhelyező. Ennek köszönhetően aknákat lőhetünk ki, majd irányíthatunk gombnyomással a megadott helyre. Ha egy ellenfél a pókakna közelébe ér, a pókakna addig követi, amíg utol nem éri, és felrobban.
- Shock rifle: Egy félautomata lőfegyver. Az elsődleges tüzelési módjával egy kékes sugarat lőhetünk ki viszonylag nagy sebességgel, míg a másik tüzelési mód egy energiagömböt lő ki, ezt viszont lassan. Az előző részekből ismert „shock combo” is működik (az energiagömböt szétlövik az elsődleges tüzelési mód kék sugarával, ezzel hatalmas robbanást eredményezve).
- Link gun: Plazmafegyver. Elsődleges tüzeléssel kis plazma golyókat lő ki, ezek meglehetősen romboló hatásúak. Másodlagos tüzelési módja egy nyalábot lő ki, mely rövidebb hatótávolságú és zabálja a lőszert. Ha több, egy csapatban lévő játékos is használja egyszerre egy közös célpont ellen, akkor a másodlagos üzemmód lövedékei észrevehetően erősítik egymást (innen a „link gun” név). Röviden, pontosan olyan, mint az UT2003-ban. Újdonság, hogy szövetséges járművek és csomópontok töltésére is használható, az OS mód legfőbb kelléke.
- Minigun: Gépfegyver, sorozatlövő, veszélyes gatling. Ha valaki gyors golyózáport akar, az ezzel a fegyverrel megkaphatja. Az elsődleges tüzelési mód nagyon gyorsan tüzeli a golyókat, de pontatlanul, míg a másodlagos tüzelési mód kevesebb golyót fogyaszt, de pontosabb. Ha közelről használjuk egy ellenséggel szemben, halálos lehet, úgy, ahogy nagy tömegben is.
- Flak cannon: Repeszgránát-vető. Forró fémrepeszeket kilövő fegyver, melyek falakon pattannak, téged is megsebezhetnek, gyakorlatilag a shotgun megfelelője. Második módjában egy nagy gömböt lő ki, földet érve rögtön robban, minden irányba repeszeket szórva, melyek halálos erejűek. Szűk helyeken, folyosókon, vagy sok ellenfél ellen kiváló.
- Grenade launcher: Gránátvető. Gránátokat lőhetünk ki vele, egyszerre 8-at. A gránátok csakis akkor robbannak fel, ha a másodlagos tüzeléssel, azt parancsoljuk. Ellenséges emberre és járműre egyaránt ráragadnak. Felhalmozva őket mozgó "robbanó szekereket" lehet bevezetni az ellenség közé, élő bombákat gyártva vele.
- Rocket launcher: Rakétavető. Az elsődleges tüzelési módjával egyetlen rakétát lövünk ki, míg a másodlagos tüzelési módot nyomva tartva pedig egyszerre akár 3 rakétát is kilőhetünk, ez azonban időbe telik, mert egyszerre nem lehet betárazni mind a 3 rakétát. Ha sikerül a célkeresztet egy ideig rajtatartanunk az ellenségen, akkor az elsődleges tüzelési móddal kilőtt rakéta nyomkövetőssé válik, ezt egy pittyegés jelzi (és az, hogy a célkereszt vörössé válik arra az időre). Nagy tömegeket pillanatok alatt el lehet vele intézni, főként akkor, ha egymás közelében tartózkodnak. A betárazott rakéták 3 különböző irányba szállnak, ha egy irányba kívánod terelni őket, a betárazás után gyorsan nyomd meg az elsődleges tüzelést, így spirált alkotva repülnek, melyek követhetnek is!
- AVRiL: Gépjárművek ellen alkalmazható lőfegyver, de azért a gyalogosok ellen sem utolsó. Nagyon lassú utántöltése miatt az egyik legkisebb tűzsebességű fegyver a játékban. Nyomkövető fegyver, amint a célkeresztünket rátartottuk egy ellenséges járműre, legyen az akár egy tank vagy egy repülőgép, már csak meg kell nyomnunk az elsődleges tüzelési módot, és a rakéta megy a jármű után. A gyorsabb járművek általában kikerülik, vagy egyszerűen lehagyhatják rakétákat. A rakétákat le is lőheti az ellenséges tűz, ilyenkor egy szinte ártalmatlan robbanást eredményeznek csak.
- Lightning gun: Nagy feszültségű elektromos töltést (gyakorlatilag villámot) tüzelő lőfegyver. Az elsődleges tüzelési mód a villám kilövése, a másodlagossal tűz egy beépített távcsövet aktivál, amivel ráközelíthetünk az ellenségre, akár egy mesterlövész-puskával. A fejlövések jobb esetekben azonnali halállal végződnek, ha az egészség 70% alatt van. Elsősorban arra alkalmas a fegyver, hogy távolról szedjük le vele az ellenséget, lassú feltöltődése és túlzott pontossága (a lövedék csak pontszerű, kis területet sebez) miatt kevésbé alkalmas közelharcra. Nehezíti a campelést, hogy a lövészt a rendkívül feltűnő villámív miatt könnyen észre lehet venni.
- Sniper rifle: Mesterlövész-puska. Az elsődleges tüzelési módja ólomlövedékeket lő ki extrém pontossággal, másodlagos üzemmódja egy távcső, amely felnagyítja a távoli tárgyak képét. A fegyvernek erős a sebző hatása, a fejlövések – akárcsak az előző részekben – azonnali halált eredményeznek; de a 70 egészségpont alatt lévő ellenségek is általában azonnal meghalnak. A fegyver gyorsan tölt újra, így elvileg hamar adhatunk le vele újabb lövést. Azonban nagy füstgomolyagot ereszt, ami az ellenfél számára látható, a lövész pedig nem lát ki mögüle.
- Redeemer: Nukleáris fegyver. Egy komótosan mozgó rakétát lő ki, amely, ha becsapódik, ott egy óriási területet elpusztító robbanást idéz elő. Az elsődleges tüzelési móddal egyenes pályára lőhetjük a rakétát (nem irányítható), míg a másodikkal mi irányíthatjuk, hogy merre menjen. Közben a játékos látótere a fegyver kamerájának képét mutatja, így addig a játékos elveszti a saját karakterének irányítását, és sebezhetővé válik. A rakétafejet szét lehet lőni akármilyen más fegyverrel, ilyenkor egy ártalmatlan robbanás az eredmény. Ha a rakéta szilárd felületnek ütközik, egy jó nagy sugarú körben szövetségest és ellenséget egyaránt elpusztít.
- Ion painter: ionágyú-irányzó célzófegyver. Az ionágyúk a pályákon nagy magasságban elhelyezett, műholdszerű objektumok (nem minden pályán vannak, csak amelyekre a tervezők rátették), az ion painterrel meg lehet célozni egy pontot, és az ionágyút az elsődleges tűzgombbal aktiválva, csapást mérni a területre. Az ionsugár ereje a redeemeréhez hasonló, tehát nagyon durva hatású fegyver. Csak szabad tereken használható, a célzáshoz egy jól észrevehető lilás színű lézersugarat használ(így a lövész is, meg a célpont is "nyilvános"). Jármű ellen gyenge, viszont játékost azonnal elolvaszt. Az ion painter másodlagos tüze távcsövet aktivál.
- Target painter: az Ion painterhez hasonló fegyver, mely egy bombázót hív a kijelölt területre, elképesztő pusztítást okozva. A bombázó lassan jön, és a bombák is tetű lassúak, ezért csakis biztos célpontra irányítsuk!
- Translocator: Személyi teleportáló eszköz, elsődleges tüze egy lemezszerű elektronikus szerkezetet lő ki magából, ami földet ér egy ponton, a másodlagos tüzelési módot használva azonnal ott teremhetünk a ponton. Az UT-ből ismert telefrag is lehetséges (megölni valakit úgy, hogy beleteleportálunk).

### Chaos UT (beépítettmod)
- C.U.T.T.E.R (Chaos Unreal Tournament Tactical(ly) Enanched Ripper)(Chaos UT-beli Taktikailag Felfejlesztett Szeletelő)- Az UT1-ben láthatott „belezőre” hasonlít. Elsődleges tüzelési móddal forgó pengét lő ki, másodlagos tüzelési módban is pengét lő ki, de ha ez valamihez hozzáér, felrobban. (Chaos Ut2 Evolution módosítóban van).
- MUG (Multi-puporse Utility Gun) – Ha beállítjuk a SUPER BESERKet (Szupergyors Tüzelés) repülhetünk a másodlagos tüzelésével. Elsődleges Tűz: tűz v jégcsík mely elégeti vagy éppen megfagyasztja az embert. (Chaos Ut2 Evolution módosítóban van).

## Járművek

Manta

- Hellbender (szalamandra) – Eme, vélhetően a magyarul mocsári ördögnek nevezett szalamandrafajról elkeresztelt jármű relatíve lomha és nagyméretű, katonai terepjáró, könnyű páncélzata jó védelmet nyújt a kézifegyverek ellen, de a járművekbe épített tüzérségi és más fegyverek ellen kevéssé véd. 3 személyt szállíthat: egy sofőrt, és két lövészt, a lövészek a sokkpuska (ASMD) lövedékéhez hasonló plazmagolyókat (elsődleges tűz) és – sugarakat (másodlagos tűz) lőhetnek ki. A hellbender az egyik leggyengébb földi jármű, átlagos tudású játékosok irányításával főleg légelhárításra és gyalogság ellen alkalmas, erősebb vagy távolsági harcra képes járművekkel szemben viszont könnyen alulmarad. Harcértéke azonban jelentősen megnő, ha teljes a legénysége.
- Scorpion (skorpió) – egyszemélyes, kicsi, majdnem motorszerű felderítő és tűztámogató gépkocsi, pontosabban buggy. A méret itt megtévesztő: a skorpiót gyorsasága, fordulékonysága és tűzereje nagyon hatékony fegyverré teszi, egyetlen hátránya, hogy alig páncélozott, így a gyakorlott játékosok könnyen kilőhetik. A vezető egyben lövész is: a tetőre szerelt fegyver – a hellbender gyors és emiatt súlytalannak tűnő plazmagömbjeivel ellentétben nagy sebességű és ballisztikusan (súlyosként) viselkedő plazmagömböket lő ki, amelyek közül kettő elég az egyszemélyes vadászgépek, nyolc-tíz a nehézgépjárművek elpusztításához. A skorpió két extrával is rendelkezik: 1). kihajtható pengék a jármű orra alatt, amelyek felaprítják az ellenséges gyalogságot (a pengék könnyen letörnek ütközéskor), 2). beépített hátsó meghajtórakéták v. utánégők, amelyek rövid időre sokszorosára növelik a jármű amúgy sem elhanyagolható sebességét (ebben az üzemmódban viszont erősen csökken a manőverező- és fékezőképesség).
- Goliath – A góliát tank a szó szoros értelmében igazi nagyágyú, az Axon Corporation e 2 személyes harckocsija méretéhez képest kielégítő sebességgel mozog, erősen páncélozott, tűzerejének pedig a Leviathan kivételével nincs párja az Unreal sorozat aktuális tagjáig kiadott játékaiban. Egy vezető irányíthatja, aki a tank fő lövegét is vezérli, a személyzet másik tagja (opcionális) egy gépfegyveres lövész, aki egy kisebb gyorstüzelő karabéllyal védelmezheti a járművet az ellenséges gyalogság és légi egységek ellen.
- Leviathan – A szintén Axon gyártmányú nehéztüzérségi nehézgépjármű csak az Onslaught játékmód egyes pályáin használható. Maximum ötfős személyzet kezelheti: 4 link gun használó, és egy kapitány, aki irányítja, valamint lő a célkövető mini rakétákkal. A leviathannak van egy "deployed" (helyhez rögzített, beásott) üzemmódja is, amikor működésbe léphet a tetejére szerelt fő löveg. Ez a néhány másodpercenként újratöltődő fegyver energiasugarakat lő ki, amelyek ereje megegyezik egy redeemer-ével (kézi atomfegyver a játéksorozatban), vagy egy UT2003-beli ionágyújával, azaz bármilyen sebezhető játékbeli objektumot teljes találat esetén egy-két lövéssel elpusztít. A Leviathan igen lomha és gyenge a motorja, könnyen elakad az útkereszteződésekben, emelkedőkön vagy a hasonlóan nehéz terepeken, az emelkedőkön a brutális súlya miatt ráadásul könnyen fel is borulhat.
- Manta (rája) – Kicsi, fürge és gyors, rendkívül jól manőverezhető (fékezés-gyorsulás, emelkedés-süllyedés, fordulékonyság) felderítő-támogató siklógép (csak korlátozott emelkedésre képes), amelyet az Unrealban szereplő egyik állatfajról, egy rájaszerű, röpképes lényről neveztek el. Kicsi plazmaágyúja gyenge lövedékeket lő ki, azonban a nagy tűzsebesség miatt összességében mégis komoly erőt képvisel. A manőverezést két nagyméretű és nagy sebességgel forgó oldalrotorlapát-sor biztosítja, amely az ellenséges gyalogságot már az érintésével is képes megölni.
- Raptor (ragadozó) – egyszemélyes: Egy helyből fölszállást lehetővé tevő rotorokkal felszerelt repülő jármű, mely kis plazma ágyúval rendelkezik (hasonló a mantáéhoz, de jóval erőseebbek a lövedékei), másodlagos tüzelése pedig beépített AVRiL. Elég mozgékony és gyors, bár manőverezhetősége messze elmarad a mantáétól (ennek oka a nagyobb sebessége). Nagyon gyengén páncélozott. A beépített AVRiL azonban nagyobb tűzerőt és némi taktikai fölényt biztosít vezetőinek a mantához képest a többi járművel szemben. A raptor gyors, de múlékony légi fölényt biztosíthat birtokosainak a pályákon.

ECE bónusz csomag új járművei:
- SPMA (self-propelled mobile artilery = ') – 2 személyes tüzérségi tehergépjármű. Egy beépített ágyút cipel a hátán, van egy mozgó üzemmódja, amikor gyengébb ASMD-típusú plazmafegyverrel védheti magát, és van egy helyhez kötött ágyú üzemmódja. A nehézágyú egy fürtös gránátot lő ki, amely igen pusztító erejű: telitalálat esetén azonnal elpusztítja a gyalogosokat és a legtöbb járművet is. A gránát nyomot (izzást) hagy maga után lövés közben, ami megkönnyíti a jármű megtalálását az ellenség számára.
- Paladin – egy személyes tüzérségi tehergépjármű. Elsődleges tüzelési módban az ASMD plazmagömbjéhez hasonló lövedéket lp ki, csak éppen a lövedék villámgyors (a plazmafegyverrel ellentétben) és sokkal pusztítóbb erejű. Másodlagos tüzelési üzemmódja egy irányítható energiapajzsot aktivál pár másodpercre,, amellyel a jármű egy darabig védheti magát a lövedékektől.
- Cicada (kabóca) – 2 személyes. Légi jármű, a raptor nagyobb, erősebb változata.

## Mozgás
Az UT2004-ben a mozgásnak kiemelt szerepe van. Az előző részekben megszületett a dodge (egy mozgásbefolyásoló billentyűkombináció: az iránybillentyűt – ált. nyilak – kétszer egymás után gyorsan lenyomva egy gyors szökkenést eredményez a megadott irányba). Ennek egy hatékonyabb változata a diagonal dodge ahol átlósan szökkenünk. Ezt úgy hajtjuk végre, hogy futás közben az egérrel az egyenes vonalú futásunkhoz képest az egyik oldalra korrigálunk kb. 56 fokkal, míg a másik oldalra oldaldodge-ot vetünk.
UT2004-ben ehhez képest a speciális mozgások jócskán kibővültek:
- Dodge jump: Szökkenünk, majd míg a levegőben vagyunk, ugrunk egyet, egész szép távolságokra lehet így jutni a levegőben.Amennyiben a szökkenés után 1 pillanatot várunk és csak utána nyomjuk az ugrás gombot úgynevezett "nyújtott dodge"-ot hajtunk végre ami még távolabbra repít.Tapasztalat és időzítés a titka.
- Lift jump: A lift által adott lendületet kihasználva sokkal gyorsabban, sokkal magasabbra ugorhatunk.
- Double jump: Duplaugrás, miután a földről elrugaszkodtunk, még egyszer meg kell nyomni az ugráshoz rendelt gombot, a legjobb eredmény elérésének érdekében értelemszerűen a legmagasabb ponton.
- Weapon jump: A fegyver tűzerejéből nyerünk lendületet az ugráshoz, általában a játékos sérül közben. Kivitelezhető a shield gun elsődleges módjának, a shock rifle másodlagos tüzének, a flak cannon másodlagos módjának, a rakétavető vagy akár a redeemer segítségével, de akár a földre szórt bio lövedékre is rádodgeolhatunk a shield gun másodlagos módjával. Falra vagy padlóra kell célozni, és tüzelés közben ugrani. A shield gunt érdemes feltölteni előtte.
- Wall dodge: A fal mellett kell ugrani egyet, vagy a fal felé, majd dodge a fallal ellentétes irányba.

Mindezek többféle kombinációja is kivitelezhető.

## Egyebek
Timeing
A timeing nagyon hasznos dolog, segítségével a játékos hatalmas előnyre tehet szert. Háromféleképpen számolható a power-upok megjelenési ideje: egyrészt megérzésből, de ez sosem lehet elég pontos. Kifejezetten erre a célra fejlesztett programokkal, (ez a módszer sehol sem elfogadott, csalásnak számít) ill. a játékos is számolhatja.
- 27,5 másodperc: 50-es pajzs, fegyverek, lőszer, életcsomag, életfiola, adrenalin
- 55 másodperc: 100-as pajzs és a keg-o-health
- 82,5 másodperc: double damage
- 110 másodperc: szuper fegyverek